# Mino Di Martino
Mino Di Martino, all'anagrafe Giacomo Di Martino (Milano, 26 aprile 1944), è un cantautore italiano.

## Biografia
Nasce da padre siciliano, il sarto Giovanni (che da giovane è stato un chitarrista) a Milano, e ha 9 fratelli tra cui Sergio.
Comincia la sua carriera nel 1960: viene scoperto da Carlo Alberto Rossi, che gli procura un contratto per la sua etichetta, la CAR Juke-Box, con cui incide alcuni 45 giri che non riscuotono successo.
Nel 1962 entra come chitarrista ne Gli Amici, il gruppo di accompagnamento di Guidone, che diventano poi The Ghenga's Friends e infine nel 1964 i Giganti.
Dopo il primo scioglimento del gruppo, alla fine del 1968, incide due 45 giri con il fratello minore Sergio Di Martino, per poi formare nel 1970 con Ricky Gianco, Victor Sogliani e Gianni Dall'Aglio il Supergruppo.
Torna poi nel 1971 nuovamente nei Giganti, fino allo scioglimento del 1972.
Nel 1975 forma con la sua prima moglie, l'attrice Terra Di Benedetto, Franco Battiato, Juri Camisasca, Roberto Mazza e Lino Capra Vaccina il gruppo sperimentale Telaio magnetico, la cui breve esperienza dal vivo viene testimoniata vent'anni dopo dall'album Live '75.
Nel 1978 forma con la moglie Terra il duo di avanguardia Albergo Intergalattico Spaziale (dal nome del locale gestito dai due a Roma), con cui pubblica un album; nel 2009 la Giallo Records pubblicherà un cd, Angeli di solitudine, con inediti degli anni '70.
Nel 1984 pubblica per la Polydor il suo primo album da solista, Alla periferia dell'impero.
A partire dagli anni '90 si dedica all'attività di autore per altri artisti come Giuni Russo e Alice.
Nel 1995 realizza con Saro Cosentino l'album TV Dinner.
Nel 2008 realizza con la cantante musicista compositrice Maddalena Bianchi con il gruppo  ilcompleannodimary l'album Hollywood'songs.
Nel 2008 Battiato ha inciso la sua canzone L'addio, scritta in origine per Giuni Russo, includendola nel suo album di cover Fleurs 2.

## Canzoni scritte da Mino Di Martino per altri artisti
| Anno | Titolo                           | Autori del testo                          | Autori della musica                              | Interpreti              |
| ---- | -------------------------------- | ----------------------------------------- | ------------------------------------------------ | ----------------------- |
| 1969 | Una poesia che finirete voi      | Goffredo Canarini                         | Mino Di Martino                                  | I Giganti               |
| 1981 | L'addio                          | Franco Battiato e Ippolita Avalli         | Mino Di Martino                                  | Giuni Russo             |
| 1984 | Champs Elysèes                   | A. Maggi                                  | Mino Di Martino                                  | Giuni Russo             |
| 1986 | Il senso dei desideri            | Alice                                     | Mino Di Martino e Saro Cosentino                 | Alice                   |
| 1992 | La recessione                    | Pier Paolo Pasolini                       | Mino Di Martino                                  | Alice                   |
| 1995 | Charade                          | Mino Di Martino                           | Mino Di Martino                                  | Alice                   |
| 1995 | L'apparenza                      | Mino Di Martino                           | Mino Di Martino, Alice e Francesco Paolo Messina | Alice                   |
| 1995 | Sotto lo stesso cielo            | Mino Di Martino e Francesco Paolo Messina | Alice                                            | Alice                   |
| 1998 | Il cielo sopra il cielo          | Francesco Paolo Messina                   | Mino Di Martino                                  | Alice                   |
| 1998 | 1943                             | Mino Di Martino                           | Mino Di Martino                                  | Alice                   |
| 2003 | Al Principe                      | Pier Paolo Pasolini                       | Mino Di Martino                                  | Alice                   |
| 2003 | Febbraio                         | Pier Paolo Pasolini                       | Mino Di Martino                                  | Alice                   |
| 2012 | Morire d'amore                   | Mino Di Martino                           | Mino Di Martino                                  | Alice                   |
| 2012 | Un mondo a parte                 | Mino Di Martino                           | Mino Di Martino                                  | Alice                   |
| 2008 | Chanson pour une amoreuse nue    | Mino Di Martino                           | Maddalena Bianchi                                | Maddalena Bianchi       |
| 2008 | Chanson pour une mendiante morte | Mino Di Martino                           | Maddalena Bianchi                                | Maddalena Bianchi       |
| 2008 | Butterfly Hill                   | Mino Di Martino                           | Maddalena Bianchi                                | Maddalena Bianchi       |
| 2008 | Giuliet song                     | Mino Di Martino                           | Maddalena Bianchi                                | Maddalena Bianchi       |
| 2008 | Single mum                       | Mino Di Martino                           | Maddalena Bianchi                                | Maddalena Bianchi       |
| 2008 | Mentre il mio amore per te       | Mino Di Martino                           | Mino Di Martino                                  | Maddalena Bianchi       |
| 2012 | Come il mare                     | E. Terra Di Benedetto                     | Mino Di Martino                                  | Alice e Mino Di Martino |
| 2012 | Autunno già                      | E. Terra Di Benedetto                     | Mino Di Martino                                  | Alice                   |

## Discografia parziale

### Discografia solista

#### Album
- 1984 - Alla periferia dell'impero

#### Singoli
- 1983 - Domani/Giallo tropicale

### Discografia con Sergio Di Martino

#### Singoli
- 1969 - Il cinema/Le stagioni del nostro amore
- 1969 - Zero anno d'amore/Il valore della vita

### Discografia con Il Supergruppo

#### Album
- 1970 - Il Supergruppo

#### Singoli
- 1970 - Ehi ehi cosa non farei/Bocca dolce
- 1970 - Accidenti/Salviamo e balsamiamo
- 1970 - Star con te è morir/Vieni con noi

### Discografia con Telaio Magnetico

#### Album
- 1995 - Live '75

### Discografia con Albergo Intergalattico Spaziale

#### Album
- 1978 - Albergo Intergalattico Spaziale
- 2009 - Angeli di solitudine

### Discografia con Saro Cosentino

#### Album
- 1995 - TV Dinner

### Discografia con Maddalena Bianchi assieme al gruppo "ilcompleannodimary"

#### Album
- 2008 - Hollywood'songs

#### Singoli
- 2008 - Hollywood'songs